# Kabelkran

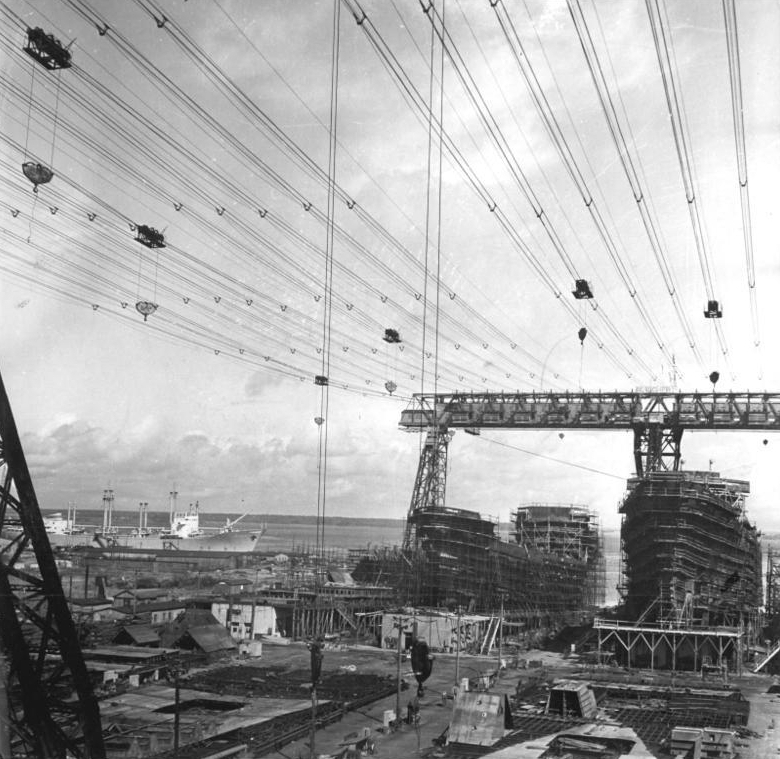
Kabelkran über der Helling der Warnowwerft in Warnemünde im Jahr 1958, abgerissen 1994

Ein Kabelkran oder Seilkran (englisch blondin, französisch blondin) besteht aus zwei Masten oder Türmen, deren Spitzen mit einem oder mehreren Tragseilen verbunden sind. Auf jedem Tragseil befindet sich eine verfahrbare Laufkatze mit Windwerk, an dessen Hubseil die Last angehängt und gehoben oder gesenkt werden kann. Mit einem Zugseil kann die Laufkatze horizontal bewegt werden. Kabelkräne werden oft an Orten eingesetzt, wo große Spannweiten und Höhen abgedeckt werden müssen. Es sind Spannweiten von über 1000 Meter bei Traglasten von 30 t möglich. Um das Einzugsgebiet zu vergrößern, können die Masten selbst verfahrbar und/oder schwenkbar ausgelegt sein. Im Gegensatz zu Seilbahnseilen sind Seile von Kabelkrananlagen aufgrund des Gewichtes der Lasten, der Fahrhäufigkeit und des Baustellenstaubes höheren Belastungen ausgesetzt.

## Einsatz

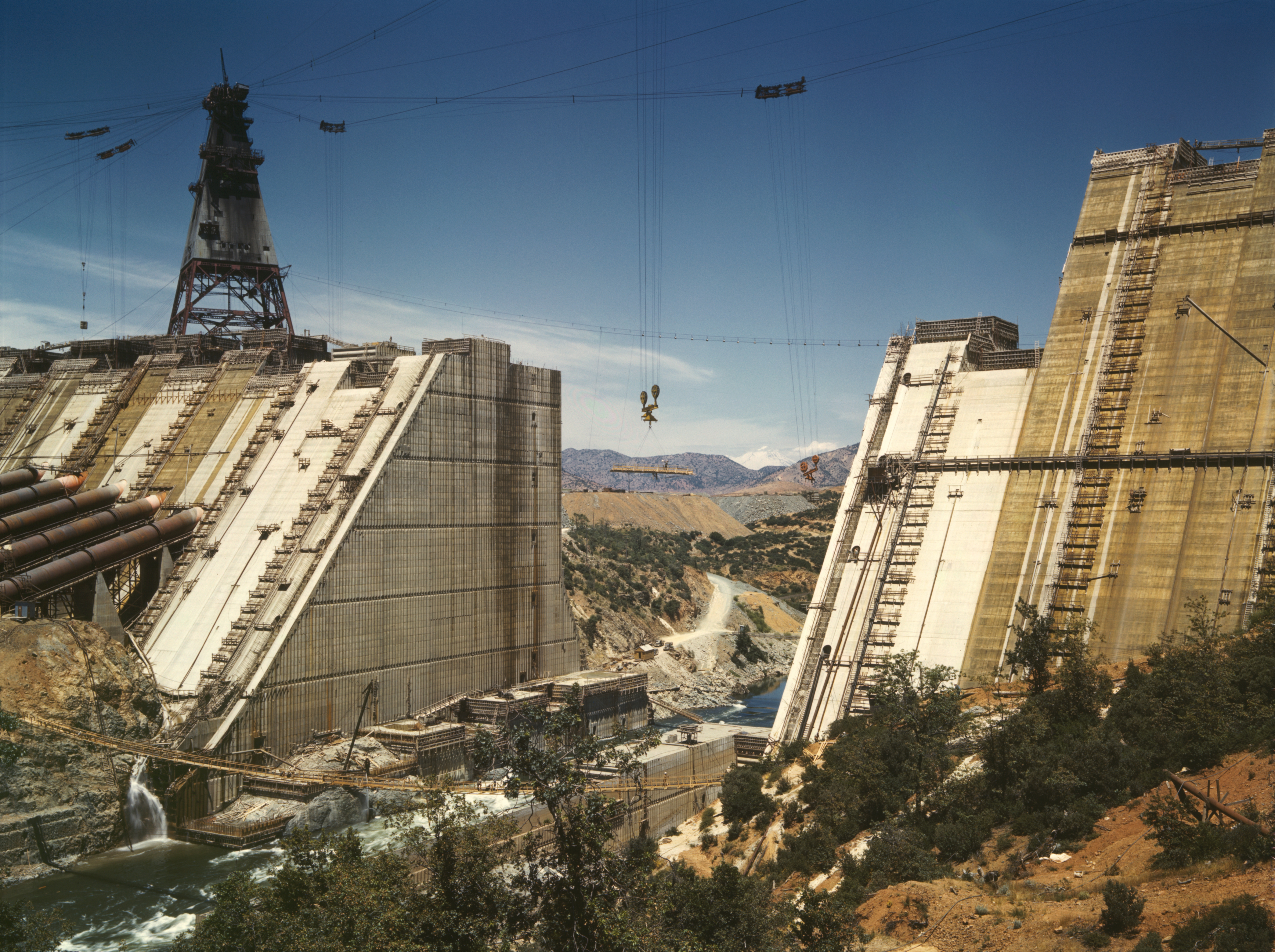
Bau der Shasta-Talsperre

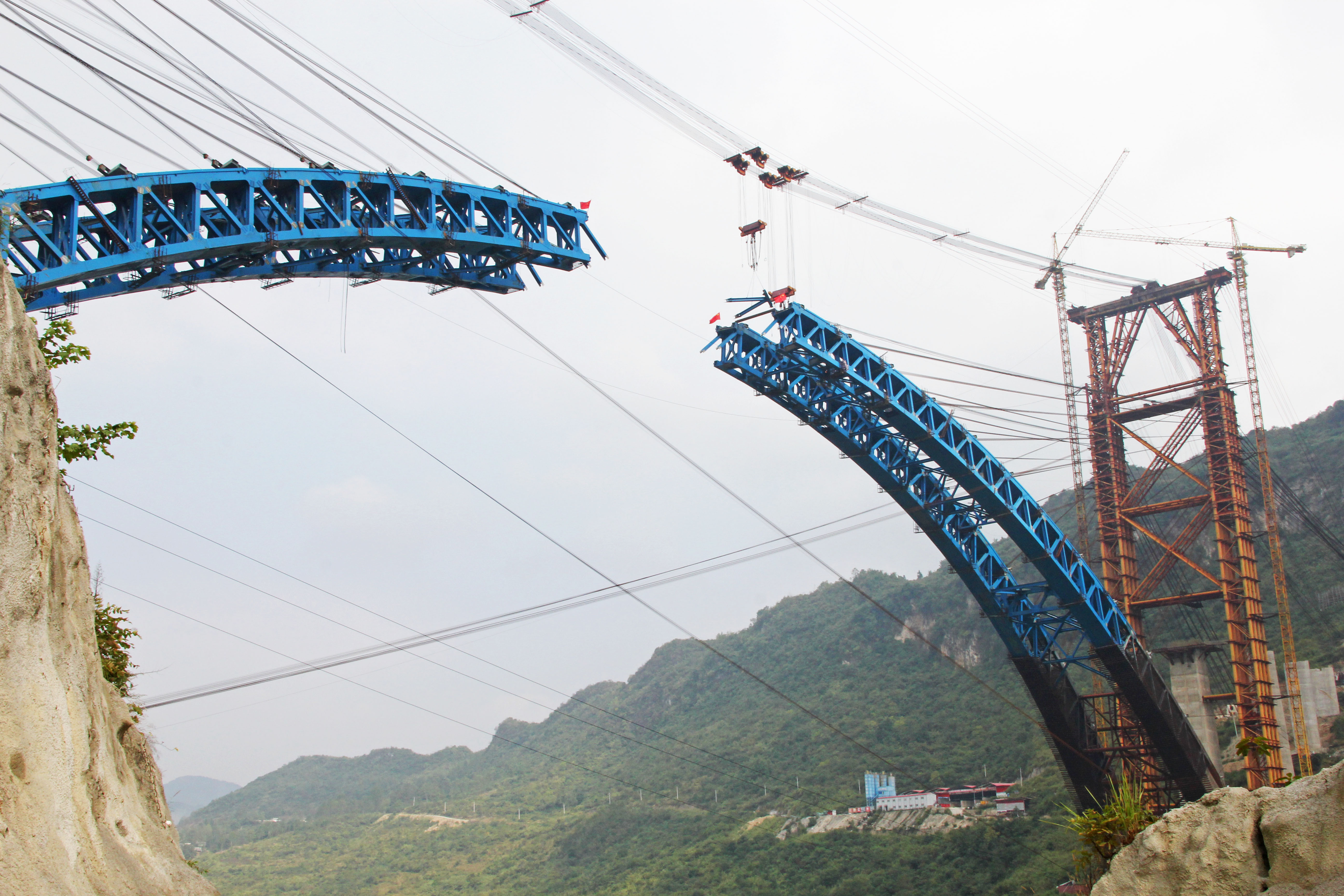
Kabelkran mit Doppellaufkatze beim Bau der Yachi-Eisenbahnbrücke

Beim Staumauerbau werden meist Kabelkräne zum Transport des Betons eingesetzt. Es kommen oft mehrere parallel verlaufende Anlagen zum Einsatz, wobei der Mast gegenüber dem Maschinenhaus oft auf einer Schiene verfahren werden kann, um die ganze Baustelle erreichen zu können.
In Steinbrüchen werden Seilkräne eingesetzt, um die gewonnenen Rohblöcke abzutransportieren. Alternativ kommen auch Derrickkräne zum Einsatz.
Bei Schiffswerften werden die Masten der Seilkrananlage oft als feststehende Portale mit mehreren über die Helling führenden parallelen Tragseilen ausgeführt.

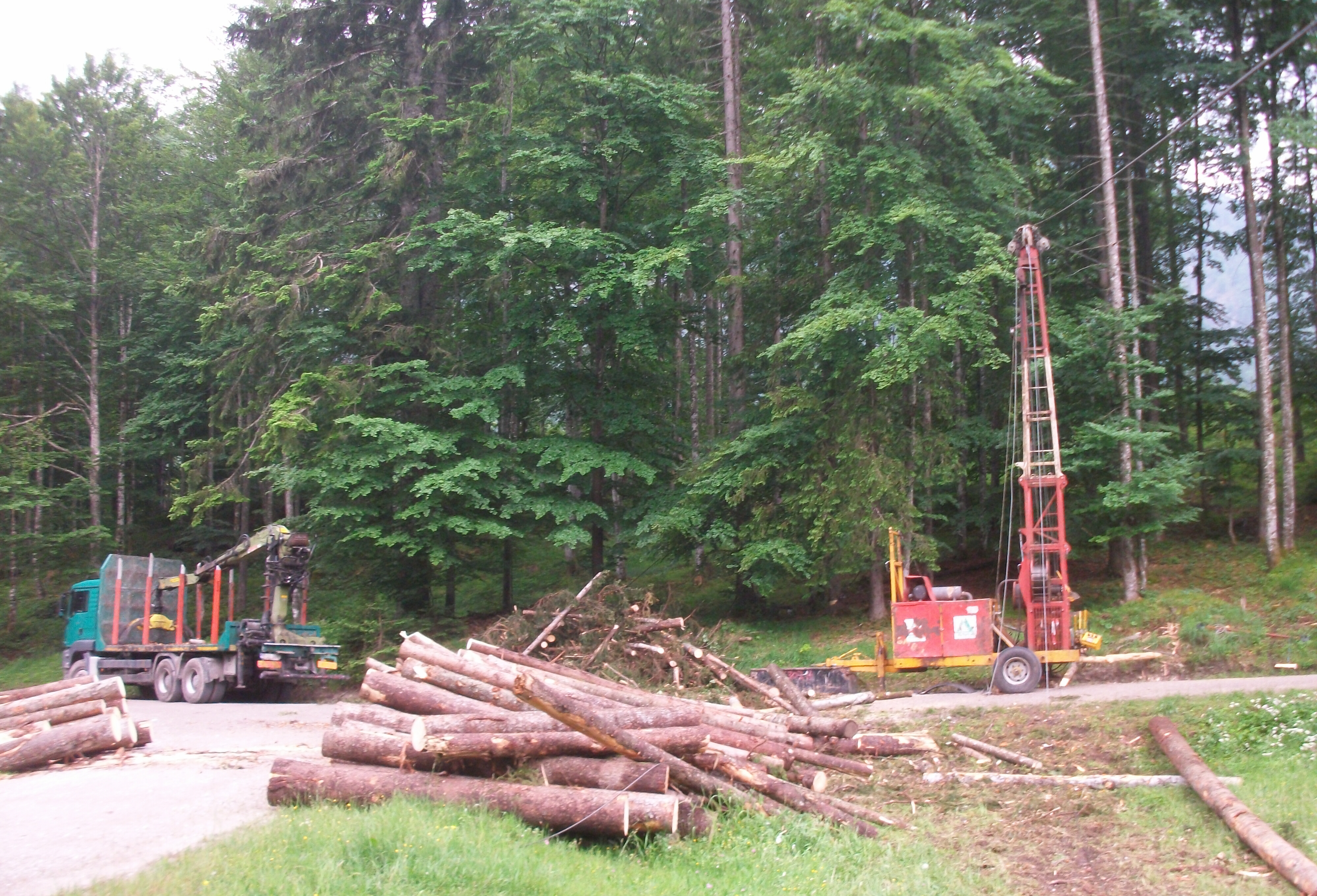
Forstseilkran-Basisstation in Gittermastausführung auf Anhänger

In der Forstwirtschaft kommen in unwegsamem, steilem Gelände mobile Seilkräne zum Holzrücken zur Anwendung. Die Basisstation, die über einen Teleskopmast, Kippmast oder einen zerlegbaren Gittermast verfügt, ist dabei entweder auf einem LKW oder auf einem oft selbstfahrenden Anhänger fest montiert. Sie verfügt über den Antrieb und die Seiltrommeln von Tragseilwinde und Arbeitswinden. Der Mast wird mit Drahtseilen an mehreren stabilen Bäumen verankert. Die Gegenstation ist ohne Mast ausgeführt. Auf dem zwischen Basis- und Gegenstation gespannten Tragseil fährt eine Laufkatze, die mittels eines Zugseils auf- und abfahren kann und meistens nicht nur über einen Lasthaken für den Baumtransport, sondern selbst über eine integrierte fernsteuerbare Seilwinde verfügt, um von der Seilkrantrasse weiter seitlich entfernt liegende Bäume anhängen und vor dem Abtransport zur Seilbahntrasse heranziehen zu können. Mittels Umlenkungen sind auch abknickende Trassenführungen möglich.
Forstseilkräne werden in unwegsamem Gelände manchmal anstelle von Hubschraubern eingesetzt.
Motorlose Seilkräne für Talfahrten von Heu und anderen Gütern sind zum Beispiel in der Schweiz bekannt. 
Siehe hierzu Wildheuen.